# 47162 Чікомендез
47162 Чікомендез (47162 Chicomendez) — астероїд головного поясу, відкритий 2 жовтня 1999 року.
Тіссеранів параметр щодо Юпітера — 3,630.